# 찰현악기

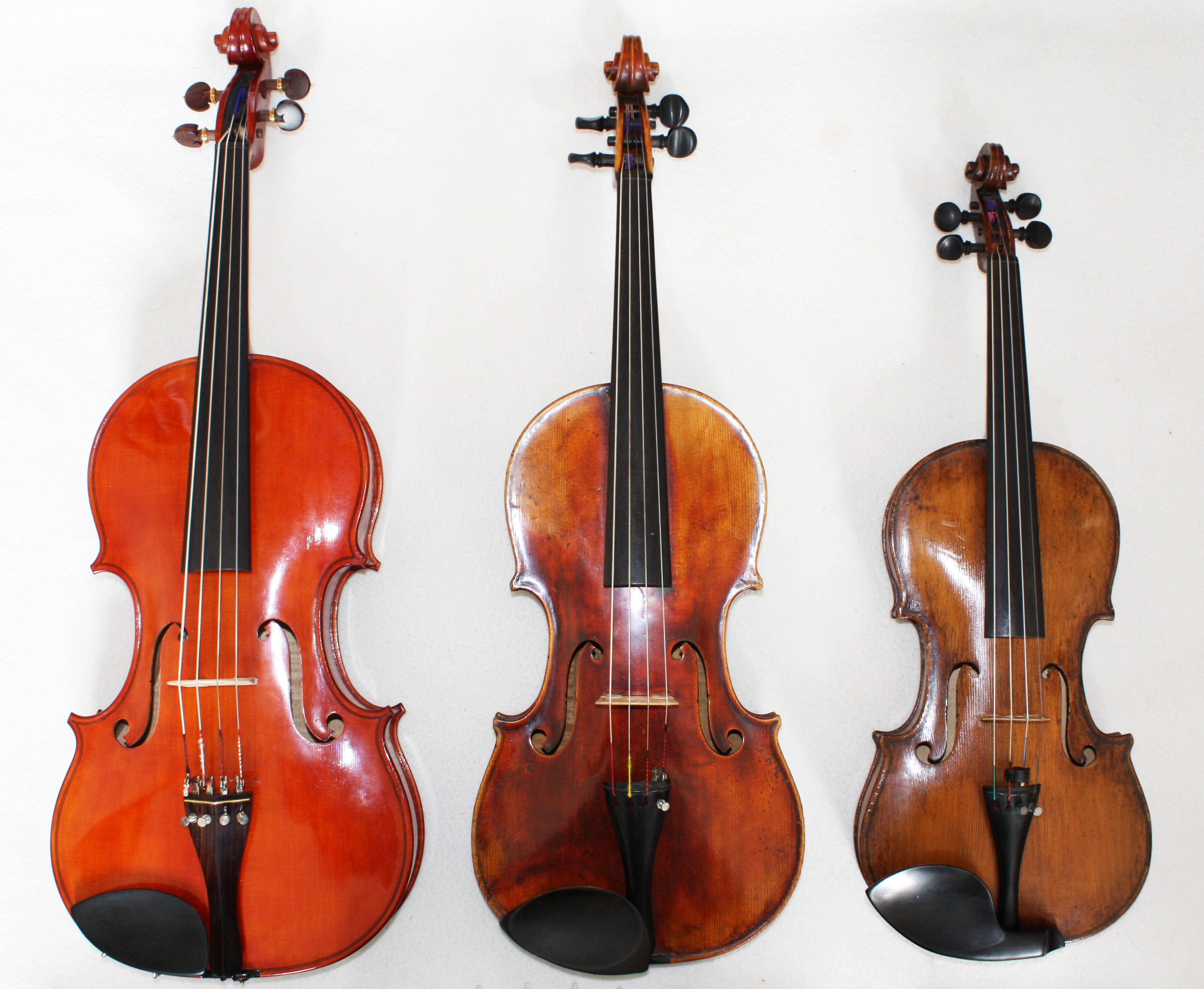

찰현악기(擦絃樂器)는 줄을 활로 마찰시켜 소리를 내는 현악기다. 지속음을 낼 수 있다는 점에서 발현악기와는 다르다.

## 악기 목록
- 가둘카(불가리아)
- 고큐(일본)
- 단니(베트남)
- 마두금(몽골)
- 바이올린족(바이올린, 비올라, 첼로, 콘트라베이스)
- 사랑기(인도)
- 사린다(북동인도, 파키스탄)
- 소 우(태국, 캄보디아, 라오스)
- 요우힉코(핀란드)
- 아기아루트(캐나다와 알래스카의 이누이트)
- 아쟁(대한민국)
- 이호(중국)
- 코비즈(카자흐스탄 등의 튀르크인)
- 크루즈(웨일스)
- 탈하르파(에스토니아, 스웨덴)
- 해금(대한민국)